# Harry's House
Harry's House (en español: La casa de Harry) es el tercer álbum de estudio del cantante británico Harry Styles. Fue lanzado el 20 de mayo de 2022 por Columbia y Erskine Records. El álbum fue desarrollado y grabado entre 2020 y 2021, y fue producido por Kid Harpoon, Tyler Johnson y Samuel Witte. Se destaca por ser el trabajo más introspectivo de Styles y musicalmente incorpora elementos del pop rock, synth pop y el R&B e influencias del funk. 
Harry's House recibió críticas generalmente positivas por parte de los críticos de música y apareció en varias listas de los mejores álbumes de 2022, siendo considerado como el álbum más introspectivo y elogiado en la carrera de Styles. Ganó al álbum del año en los premios Brit de 2023. En los MTV Video Music Awards de 2022, ganó el primer premio al álbum del año. En la 65.ª edición de los Premios Grammy, ganó los premios al álbum del año, mejor álbum de pop vocal y mejor producción de álbum, no clásica.
A pesar de haberse filtrado un mes antes de su lanzamiento, tuvo un desempeño comercial bastante positivo, llegando al número uno en 26 países. En el Reino Unido, debutó en el número uno del UK Albums Chart con 113 mil unidades vendidas, convirtiéndose en el álbum más vendido de 2022 en el país. En Estados Unidos, el álbum también debutó en el número uno en la lista Billboard 200 con 521 mil unidades vendidas, posteriormente certificando dos discos de platino por la Recording Industry Association of America (RIAA) por más de dos millones de unidades vendidas.
Se lanzaron tres sencillos de Harry's House. El primer sencillo, «As It Was», tuvo un gran desempeño comercial, llegando al número uno en 35 países, incluyendo el Reino Unido y los Estados Unidos, convirtiéndose en el segundo sencillo en solitario número uno de Styles en ambos países. El segundo sencillo, «Late Night Talking», alcanzó el top 5 en 10 países. El tercer sencillo, «Music for a Sushi Restaurant», alcanzó el top 10 en 7 países. Para promocionar el álbum, Styles se presentó en programas de televisión y premiaciones, y retomó la gira de conciertos Love On Tour.

## Desarrollo y composición
En la amplia entrevista, hecha por tercera vez en su carrera con el DJ neozelandés Zane Lowe con Apple Music, Styles compartió sus pensamientos y sentimientos para crear Harry's House con Lowe. Inicialmente Styles contó el cómo se le ocurrió el título del álbum: «El álbum lleva ese nombre basándose en el artista japonés Haruomi Hosono, y su álbum Hosono's House (1973) [sic], pues en el tiempo en que estuve en Tokio; escuché ese disco y dije: 'Me encanta. Sería muy divertido hacer un disco llamado Harry's House'».

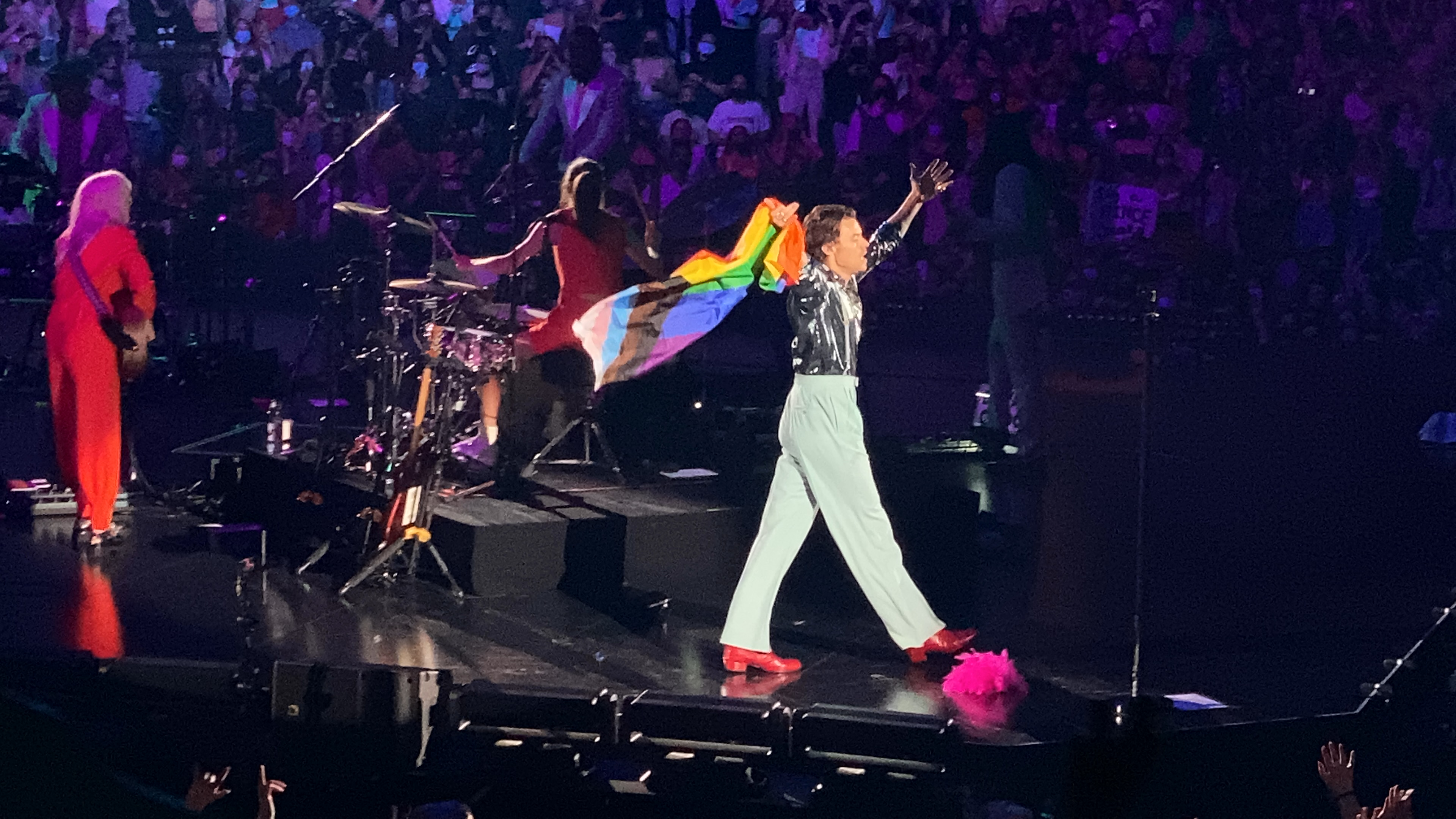
Styles en la primera etapa del Love on Tour, finalizando la era Fine Line, en proceso de grabaciones de Harry's House.

Harry's House es considerado como el más introspectivo de Styles en su carrera; según Styles, el concepto central de "casa" es una metáfora del interior de su mente. Hablando sobre el concepto del álbum, Styles dijo: "Era mucho más una cosa interna... [y] sentí que adquirió un significado completamente nuevo y se trataba de: imagina, es un día en mi casa, ¿Qué hago? pasar? Un día en mi mente, ¿Qué paso? En mi casa estoy tocando música divertida, música triste, estoy tocando esto, estoy tocando aquello. Es un día en la vida". También le compartió a Lowe que este era su "álbum favorito hasta este momento" y que en este había llegado al punto de que su felicidad en general ya no depende del éxito de su música.
Styles también se refirió a su creciente aprecio por la práctica de "estar presente" y habló sobre lo que se necesita para conocerse realmente a sí mismo, citando el poder de la terapia y reflexionando sobre su éxito inicial con One Direction. Dijo que se siente "muy afortunado" de haber tenido a sus excompañeros de banda en quienes pudo apoyarse en ese momento. Al comparar su tiempo de gira con sus excompañeros de banda con ahora, Styles dijo: “Se sentía tan separado de cualquier individuo. Nunca se sintió como... 'Sí, este estadio está lleno por mi culpa'". Ahora, sin embargo, Styles puede afirmar con seguridad lo contrario. Se hizo eco de su gratitud por su exitosa arena con entradas agotadas, “Love on Tour”, y dijo: “La multitud es tan emocionalmente generosa que solo quieren que la pase bien, y puedo sentir eso. Hacer presentaciones es lo que más me gusta hacer en el mundo”. 
Styles también hizo referencia al éxito de Billie Ellish como artista joven en la "inconstante" industria musical. “Creo que estando en la banda, siempre sentí que éramos muy jóvenes… Y tuve un momento al verla [Billie] hacer esto a una edad tan temprana en la que sentí que, 'Ya no soy tan joven'. Y por un tiempo fue, ¿Cómo juegas ese juego de permanecer tan emocionante?. En conclusión, agregó que estaba "agradecido" a Eilish, quien había representado una especie de liberación artística para él, y dijo que ella "rompió el hechizo" de sus hábitos de análisis excesivo. “Es tan increíblemente liberador decir: ‘Solo quiero hacer buena música’. Eso es todo. Eso es lo que quiero hacer. Y todo lo demás es lo que será. Y eso es algo así”. Esto llevó a Styles a profundizar en la evolución de su discografía, detallando los orígenes y el proceso de composición de varias pistas del nuevo álbum. También compartió que los fanáticos podían esperar que este álbum sonara “más electrónico en muchos lugares que cualquier cosa que haya hecho, también es mucho más íntimo para mí. Y mucho más íntimamente hecho”.

### Composición y grabación
Harry's House fue escrito y producido en su mayoría por Styles, Thomas Hull y Tyler Johnson entre el 2020 y 2021, a excepción de la canción «Boyfriends» que fue escrita durante la última semana de grabación de Fine Line en 2019. La primera canción que fue escrita para el álbum fue «Late Night Talking», el día que Styles, la banda y los productores llegaron a los estudios Shangri-La en Malibú.
La canción que abre el álbum «Music for a Sushi Restaurant» fue ideada por Styles y Hull mientras visitaban un restaurante de sushi en Los Ángeles, en este escucharon una canción del álbum Fine Line, y pensaron que era "música muy extraña para un restaurante de Sushi", creándola como la canción ideal para ser tocada en un restaurante de sushi, el nombre de esta fue pensada como un posible título del álbum, pero fue desechada por Styles pensando que el concepto y título de Harry's House sonaba mejor.
«Matilda» lleva el título del personaje de la novela del mismo nombre (1988), escrito por Roald Dahl. La canción se inspiró en una relación que Styles tuvo con alguien que estaba pasando por dificultades. En la misma entrevista, Styles declaró que escribió la canción para demostrar que le estaba escuchando: "A veces se trata solo de escuchar. Espero que eso sea lo que hice aquí. Al menos, solo dice: 'Te estaba escuchando'". «Daydreaming» usa una interpolación de la canción «Ain't We Funkin' Now» de los Brothers Johnson. John Mayer participó siendo guitarrista principal en esta última y en «Cinema».

## Antecedentes y lanzamiento
Durante la finalización de etapa estadounidense de Love on Tour en los Estados Unidos, deática de la reprogramación de estos conciertos por la situación salubre de COVID-19, y la finalización de la grabación de su primera película con un rol protagónico Don't Worry Darling (2022), durante las primeras semanas de 2022, Styles comenzó a burlarse de que estaba trabajando en nueva música a través de su cuenta de TikTok, se rumoreaba que sería «temática en torno a la idea del hogar».
El 12 de febrero de ese mismo año, se le vio filmando un escenas para un desconocido vídeo en las afueras del Palacio de Buckingham de Londres, filmación que terminaría siendo parte de unade las escenas del video del video musical de «Late Night Talking», segundo sencillo del álbum. Ese mismo mes, se crearon cuentas de Instagram y Twitter verificadas con el nombre de "You Are Home", que durante las siguientes semanas fueron revelando imágenes easter egg de puertas a medio abrir con imágenes en el fondo.
Finalmente, el 23 de marzo, Styles anunció el título del proyecto como Harry's House, revelando su portada, un tráiler de 40 segundos y la fecha de lanzamiento del álbum fijada como el 20 de mayo. En el tráiler, Styles pisa el podio de un teatro y sonríe mientras una «fachada de la casa» se eleva cerca de él mientras suena «Love of My Life» de fondo. Ese mismo día el sitio Pitchfork confirmó que el álbum contaría con 13 canciones. Después del anuncio oficial del álbum, la cantante canadiense Joni Mitchell —quien en 1975 lanzó una canción llamada «Harry's House/Centerpiece» para su álbum de estudio The Hissing of Summer Lawns— publicó en su cuenta de Twitter que había amado el nombre del disco de Styles.

### Filtración
Un mes antes del lanzamiento oficial de Harry's House en todo el mundo, cuya fecha ya había sido fichada como el 20 de mayo de 2022, este fue filtrado en Twitter y Telegram en su totalidad el 20 de abril de 2022, junto con otras filtraciones de demostración de Styles. Esta filtración inició una división en la base de fanes de Harry Styles; pues algunos fanes denunciaron las filtraciones y se rehusaron a escucharlas, mientras otros la apoyaron. Sony Music Entertainment, propietaria de Columbia Records, condenó públicamente las filtraciones y se propuso a bloquear la mayor parte de estas. La fecha de lanzamiento no se modificó y salió a la venta como se planeó desde un inicio.

## Promoción
Styles lanzó el 1 de abril de 2022 el primer sencillo de Harry's House, «As It Was», junto su vídeo musical. Dos semanas después se presentó en el festival de música Coachella, donde interpretó por primera vez en vivo el tema, además de también interpretar los hasta ese momento desconocidos «Late Night Talking» y «Boyfriends».
El 19 de mayo de 2022, horas antes del estreno mundial a la media noche, el servicio de música Spotify y el equipo de Styles organizaron una "fiesta de escucha" a la que se admitieron a 100 fanáticos en la Ciudad de Nueva York, donde estos pudieron escuchar cada canción del disco y accedieron a habitaciones decoradas con la estética visual de Harry's House. El 20 de mayo «Late Night Talking» se lanzó como segundo sencillo. Logró alcanzar el top 5 en las listas estadounidenses, australianas, británicas y canadienses. 
El 26 de mayo de 2022, en The Late Late Show with James Corden se estrenó un segmento en el que Styles y James Corden filmaron un video musical de la canción "Daylight" (el video musical fue dirigido por este último), para esto visitaron un apartamento perteneciente alguna fanática en Londres para tomar ropas prestadas y grabar el clip, tanto el video musical como el segmento se lanzaron en el canal de YouTube del programa el 28 de mayo de 2022.
El 2 de junio de 2022, se lanzó un comercial para la compañía Apple, para la promoción de la tercera generación de AirPods junto al audio espacial de Apple Music, con la canción «Music for a Sushi Restaurant» de fondo, Styles y Apple recrearon los icónicos comerciales de fondos de colores con siluetas de iPod de inicios de los años 2000, en lugar de recibir un pago por aparecer en el comercial, Styles pidió que la compañía donara la cifra no especificada al Comité Internacional de Rescate (IRC). El 11 de junio, Styles retomó las fechas del Love on Tour y se agregaron canciones de Harry's House para el repertorio musical de las fechas en Europa, América Latina y Oceanía. También se anunciaron fechas para una gira residencial en Estados Unidos en Nueva York y California. El video musical del segundo sencillo «Late Night Talking» fue lanzado el 13 de julio de 2022.
Respecto a su gira mundial, el 22 de septiembre, durante su actuación en el Madison Square Garden de Nueva York, recibió una pancarta por romper un récord de quince conciertos agotados consecutivos en dicho recinto. El 3 de octubre de 2022 se lanzó a las radios estadounidenses la canción «Music for a Sushi Restaurant» como tercer sencillo oficial del álbum. De forma igual a Nueva York, Styles también agotó quince conciertos consecutivos en el Kia Forum de California.

## Recepción

### Crítica

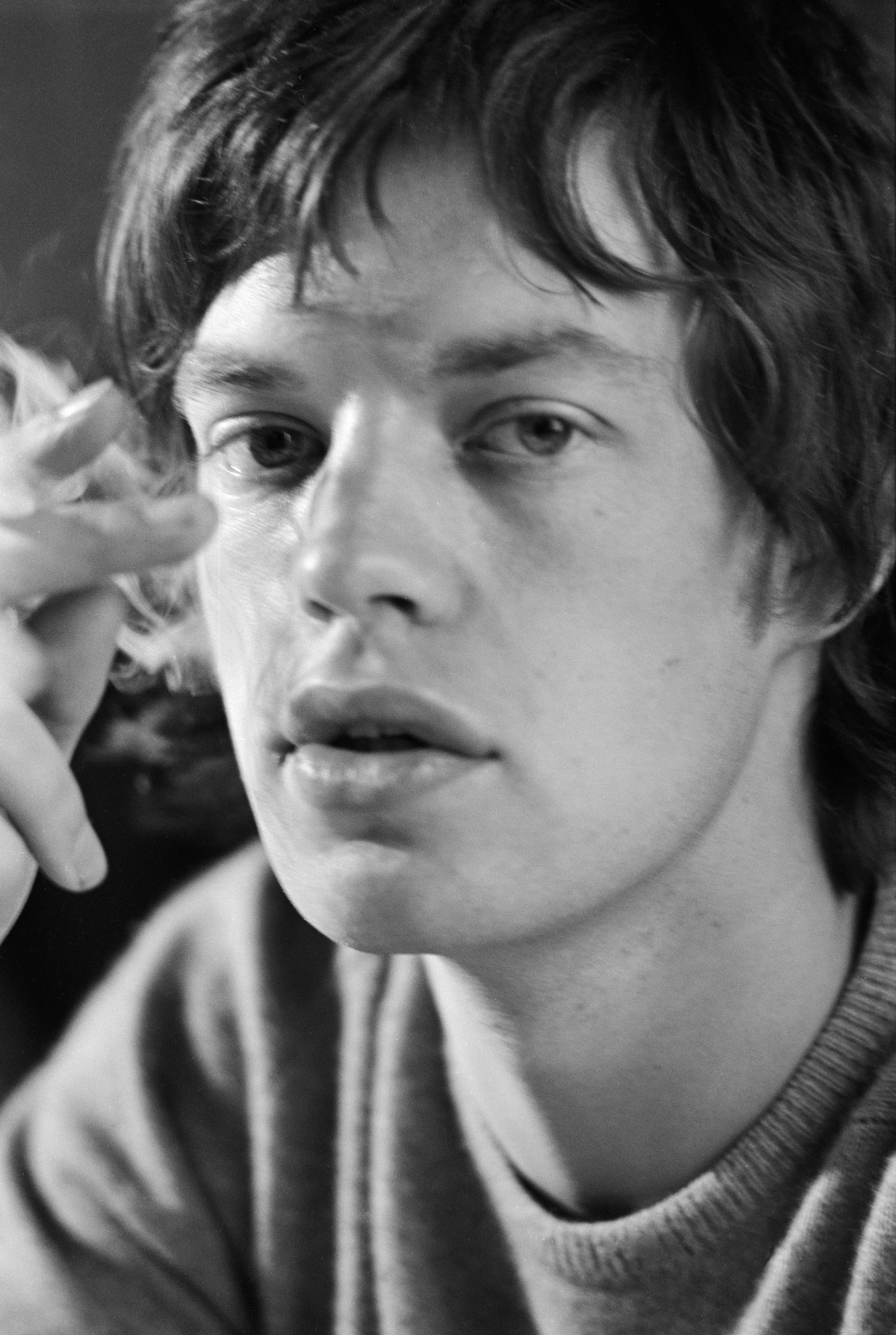
El estilo de Styles fue comparado positivamente con Mick Jagger, vocalista de los Rolling Stones.

Harry's House fue en su mayoría aclamado por la crítica, algunos medios lo catalogaron como el mejor álbum de la carrera de Styles hasta el momento. En el sitio web de reseñas Metacritic, este recibió una puntuación de 83 sobre 100 según las reseñas de veintiséis sitios de críticas, lo que le indica al álbum la «aclamación universal» del sitio, además de lograr su mejor calificación superando sus dos primeros trabajos.
Alexis Petridis de The Guardian escribió «[[el álbum]] cumple muchos de los requisitos y tiene mucho encanto, lo que lo convierte en un reflejo perfecto de la estrella del pop». Al revisar el álbum para la revista DIY, Emma Swann sintió que mientras Styles alternativamente pasa tiempo «explorando micro viñetas líricas vívidas» y luego «ofuscando» la narrativa del álbum, tampoco tiene miedo de ser secundario a la canción; una lección que muchos otros artistas deberían de aprender». Nicholas Hautman de Page Six calificó el álbum como «el mayor cambio sonoro hasta el momento» de Styles, y escribió que el artista es un «dios del rock del siglo XXI que no necesita complacer a nadie».
Jon Dolan para la revista Rolling Stone, escribió que «Styles era un artista en posición que podría antes pudo haber dado la impresión de ser inseguro o exagerado, pero se ha relajado con una facilidad ganadora en su papel de megaestrella con fluidez de género, un caballero del rock & roll con una nueva apariencia que puede volverse obsceno con la guitarra hacia el soul, al rock suave y, de manera convincente, logra una insinuación como «sé que tienes miedo porque soy muy abierto». Dolan también comparó a Styles con Sir Mick Jagger, vocalista de los Rolling Stones. Esta comparación fue respondida por el mismo Jagger en una entrevista con The Sunday Times, en la que dijo «Me gusta Harry, tenemos una relación fácil. Yo solía usar mucho más maquillaje en los ojos que él. No tiene una voz como la mía ni se mueve en el escenario como yo; sólo tiene un parecido superficial con mi yo más joven, lo cual está bien, no puede evitarlo».
| Publicación         | Lista                                                        | Posicición | Ref.   |
| ------------------- | ------------------------------------------------------------ | ---------- | ------ |
| American Songwriter | Los mejores álbumes del 2022 (hasta ahora)                   | Colocado   | [ 50 ] |
| Billboard           | Los mejores álbumes del 2022 (hasta ahora)                   | Colocado   | [ 51 ] |
| Complex             | Los mejores álbumes del 2022 (hasta ahora)                   | 23         | [ 52 ] |
| Consequence         | Top 30 Álbumes del 2022                                      | 17         | [ 53 ] |
| NME                 | Los mejores álbumes del 2022 (hasta ahora)                   | Colocado   | [ 54 ] |
| NPR                 | Los 36 álbumes favoritos de NPR Music de 2022 (hasta ahora)  | Colocado   | [ 55 ] |
| Nylon               | Canciones y álbumes favoritos de Nylon de 2022 (hasta ahora) | Colocado   | [ 56 ] |
| PopMatters          | Los 50 mejores álbum de 2022 (hasta ahora)                   | Colocado   | [ 57 ] |
| Rolling Stone       | Los mejores álbumes del 2022 (hasta ahora)                   | Colocado   | [ 58 ] |
| Stereogum           | Los mejores álbumes del 2022 (hasta ahora)                   | 40         | [ 59 ] |
| The Times           | Los mejores álbumes del 2022 (hasta ahora)                   | 10         | [ 60 ] |
| Time                | Los mejores álbumes del 2022 (hasta ahora)                   | Colocado   | [ 61 ] |
| Uproxx              | Los mejores álbumes pop del 2022 (hasta ahora)               | Colocado   | [ 62 ] |

### Comercial
Dos horas después del lanzamiento del álbum en Apple Music, Harry's House obtuvo la mayor cantidad de transmisiones en el primer día para un álbum pop lanzado en 2022. En los Estados Unidos, Harry's House debutó en el número uno en el Billboard 200 con 521,500 unidades, que consistieron en 330,000 en ventas puras y 189,000 en unidades de transmisión (calculadas a partir de las 246,96 millones de transmisiones a pedido que recibieron las pistas del álbum). Marcando el tercer álbum número uno de Styles en Estados Unidos, su mayor debut en el país y la segunda semana de apertura más grande para un álbum en 2022, detrás de Midnights de Taylor Swift. Además de «As It Was», otras tres canciones alcanzaron el top 10 del Billboard Hot 100: «Late Night Talking» en el cuarto puesto, «Music for a Sushi Restaurant» en el octavo y «Matilda» en el noveno; esto convirtió a Styles en el primer artista solista británico en lograrlo con cuatro éxitos simultáneos entre los diez primeros de la lista, y entre todos los actos británicos se unió a los Beatles, quienes lograron la hazaña en 1964.
En el Reino Unido, el álbum debutó en el número uno en la lista de álbumes del Reino Unido con 113,000 unidades equivalentes a álbumes; convirtiéndose en el segundo álbum número uno de Styles y el álbum más vendido de 2022 en dicho país. De igual forma, las canciones «Late Night Talking» y «Music for a Sushi Restaurant» debutaron en el segundo y tercer puesto de la lista de sencillos de Reino Unido, mientras que el sencillo «As It Was» se mantenía en el número uno por séptima semana consecutiva, lo que logró convertir a Styles en el segundo artista en la historia en ocupar los tres primeros puestos simultáneamente de la lista de sencillos en Reino Unido. Además de certificar oro por la British Phonographic Industry (BPI) a una semana del lanzamiento oficial.
De forma similar al Reino Unido, Styles logró ingresar los 13 temas del álbum en la lista de sencillos de Australia; abarcando los 15 primeros puestos de la lista a excepción del puesto cinco y siete. Logrando conseguir los 4 primeros puestos simultáneamente con «As It Was» en el primer puesto, «Late Night Talking» en el segundo, «Matilda» en el tercero y «Music for a Sushi Restaurant» en el cuarto, además de también conseguir el primer lugar en la lista de álbumes.

## Reconocimientos
| Año  | Organización           | Categoría                             | Resultado | Ref.   |
| ---- | ---------------------- | ------------------------------------- | --------- | ------ |
| 2022 | MTV Video Music Awards | Álbum del año                         | Ganador   | [ 70 ] |
| 2022 | LOS40 Music Awards     | Mejor álbum internacional             | Ganador   | [ 71 ] |
| 2022 | ARIA Music Awards      | Mejor artista internacional           | Ganador   | [ 72 ] |
| 2022 | American Music Awards  | Álbum pop favorito                    | Nominado  | [ 73 ] |
| 2022 | People's Choice Awards | El álbum de 2022                      | Nominado  | [ 74 ] |
| 2023 | Premios Grammy         | Álbum del año                         | Ganador   | [ 75 ] |
| 2023 | Premios Grammy         | Mejor álbum de pop vocal              | Ganador   | [ 75 ] |
| 2023 | Premios Grammy         | Mejor producción de álbum, no clásica | Ganador   | [ 75 ] |
| 2023 | Premios Brit           | Álbum británico del año               | Ganador   | [ 76 ] |

## Lista de canciones
El 29 de abril de 2022, Styles reveló la lista de canciones dividida en dos lados en una historia de Instagram. Todas las canciones fueron producidas por Kid Harpoon y Tyler Johnson, a excepción de la pista ocho, «Cinema», la cual fue producida junto a Samuel Witte.
| N.º   | Título                         | Escritor(es)                                                                        | Duración |  |
| 1.    | «Music for a Sushi Restaurant» | Harry Styles Thomas Hull Tyler Johnson Mitch Rowland                                | 3:14     |  |
| 2.    | «Late Night Talking»           | Styles Hull                                                                         | 2:58     |  |
| 3.    | «Grapejuice»                   | Styles Hull Johnson                                                                 | 3:12     |  |
| 4.    | «As It Was»                    | Styles Hull Johnson                                                                 | 2:47     |  |
| 5.    | «Daylight»                     | Styles Hull Johnson                                                                 | 2:45     |  |
| 6.    | «Little Freak»                 | Styles Hull                                                                         | 3:23     |  |
| 7.    | «Matilda»                      | Styles Amy Allen Hull Johnson                                                       | 4:05     |  |
| 8.    | «Cinema»                       | Styles Samuel Witte                                                                 | 4:03     |  |
| 9.    | «Daydreaming»                  | Styles Hull Johnson Louis Johnson Valerie Johnson Alex Weir Quincy Jones Tom Bahler | 3:07     |  |
| 10.   | «Keep Driving»                 | Styles Hull Johnson Rowland                                                         | 2:19     |  |
| 11.   | «Satellite»                    | Styles Hull Johnson                                                                 | 3:37     |  |
| 12.   | «Boyfriends»                   | Styles Tobias Jesso Jr. Hull Johnson                                                | 3:12     |  |
| 13.   | «Love of My Life»              | Styles Hull Johnson                                                                 | 3:11     |  |
| 41:48 |                                |                                                                                     |          |  |

## Posicionamiento en listas

### Listas semanales
| Listas (2022)                         | Mejor posición |
| ------------------------------------- | -------------- |
| Alemania (Offizielle Top 100)         | 1              |
| Argentina (CAPIF)                     | 1              |
| Austria (Ö3 Austria Top 40)           | 1              |
| Australia (ARIA Albums)               | 1              |
| Bélgica (Ultratop 200 Albums Flandes) | 1              |
| Bélgica (Ultratop 200 Albums Valonia) | 1              |
| Canadá (Billboard Canadian Albums)    | 1              |
| Dinamarca (Track Top-40)              | 1              |
| Escocia (OCC)                         | 1              |
| España (PROMUSICAE)                   | 1              |
| Estados Unidos (Billboard 200)        | 1              |
| Finlandia (Suomen virallinen lista)   | 1              |
| Francia (SNEP)                        | 1              |
| Grecia (IFPI Grecia)                  | 1              |
| Hungría (Top 40 MAHASZ)               | 1              |
| Irlanda (OCC Irish Albums)            | 1              |
| Italia (Top 100 Artisti)              | 1              |
| Japón (Japan Hot Albums)              | 43             |
| Lituania (Top 100 Albums)             | 1              |
| Noruega (VG-lista)                    | 1              |
| Países Bajos (Album Top 100)          | 1              |
| Polonia (ZPAV)                        | 1              |
| Portugal (AFP)                        | 1              |
| Suecia (Álbumes Top 60)               | 1              |
| Suiza (Top Albums 100)                | 1              |
| Reino Unido (UK Albums Chart)         | 1              |
| República Checa (ČNS IFPI)            | 1              |

## Certificaciones
| País           | Organismo certificador | Certificación | Unidades certificadas | Ref.    |
| -------------- | ---------------------- | ------------- | --------------------- | ------- |
| Alemania       | BVMI                   | Oro           | 100 000               | [ 103 ] |
| Australia      | ARIA                   | 2× Platino    | 140 000               | [ 104 ] |
| Austria        | IFPI Austria           | Oro           | 7 500                 |         |
| Brasil         | Pro-Música Brasil      | Diamante      | 160 000               | [ 105 ] |
| Canadá         | Music Canada           | Platino       | 80 000                | [ 106 ] |
| Dinamarca      | IFPI Dinamarca         | 2× Platino    | 40 000                | [ 107 ] |
| España         | PROMUSICAE             | 2× Platino    | 80 000                | [ 108 ] |
| Estados Unidos | RIAA                   | 2× Platino    | 2 000                 | [ 109 ] |
| Francia        | SNEP                   | 2× Platino    | 200 000               | [ 110 ] |
| Hungría        | Mahasz                 | 4× Platino    | 16 000                | [ 111 ] |
| Islandia       | FHF                    | Oro           | 2 500                 | [ 112 ] |
| Italia         | FIMI                   | 2× Platino    | 100 000               | [ 113 ] |
| Nueva Zelanda  | RMNZ                   | 3× Platino    | 45 000                | [ 114 ] |
| Polonia        | ZPAV                   | 4× Platino    | 80 000                | [ 115 ] |
| Portugal       | AFP                    | 4× Platino    | 7 000                 |         |
| Reino Unido    | BPI                    | 2× Platino    | 600 000               | [ 116 ] |
| Suecia         | GLF                    | Platino       | 30 000                | [ 117 ] |

## Personal
- Harry Styles – voz principal (todas las canciones), whistles (3), glockenspiel (4, 10), teclado (11)
- Alayna Rodgers – voz secundaria (1, 2, 8, 9)
- India Boodram – voz secundaria (1, 2, 8, 9)
- Mitch Rowland – bajo, percusión (1); tambor (4, 10), guitarra eléctrica (10)
- Kid Harpoon – caja de ritmos (1, 2, 4–6, 10, 13), guitarra eléctrica (1–6, 8–11, 13), sintetizador (1, 2, 4–6, 8–11, 13), bajo (2–11, 13); programación, pandereta (2); tambor (3, 4, 8, 9, 11), teclado (3, 8, 10), piano (3, 7), guitarra acústica (6, 7, 13), percusión (8)
- Tyler Johnson – caja de ritmos (1, 3–6, 8, 10, 13), guitarra eléctrica (1, 5, 6), sintetizador (1, 4–11, 13), voz secundaria (2, 5, 9), programación (2, 3, 13), bocina (3), teclado (3, 9–11), piano (4, 9, 13), bajo (8, 10, 11), órgano (9, 11)
- Ivan Jackson – trompeta (1)
- Rob Harris – bajo, guitarra eléctrica (3)
- Hal Ritson – programación (3)
- Jeremy Hatcher – programación (3–5, 8, 11, 13), guitarra eléctrica (11)
- Richard Adlam – programación (3)
- Doug Showalter – guitarra eléctrica, percusión (4)
- Pino Palladino – bajo (6, 9)
- Dev Hynes – violonchelo (7)
- Joshua Johnson – saxofón (7)
- John Mayer – guitarra eléctrica (8, 9)
- Sammy Witte – programación, sintetizador (8)
- Cole Kamen-Green – bocina (9)
- Ivan Jackson – bocina (9)
- Sarah Jones – percusión (10)
- Ben Harper – guitarra acústica, guitarra eléctrica, slide (12)
- Randy Merrill – masterización
- Spike Stent – mezcla
- Jeremy Hatcher – ingeniería
- Oli Jacobs – ingeniería (1, 6, 10)
- Hal Ritson – ingeniería (3)
- Richard Adlam – ingeniería (3)
- Sammy Witte – ingeniería (6, 8)
- Nick Lobel – ingeniería (11), ingeniería de voz (10)
- Joe Dougherty – asistente de ingeniería
- Josh Caulder – asistente de ingeniería
- Matt Wolach – asistente de ingeniería
- Adele Phillips – asistente de ingeniería (1–11, 13)
- Luke Gibbs – asistente de ingeniería (1–11, 13)
- Katie May – asistente de ingeniería (1, 3, 4, 6, 8, 10, 13)
- Oli Middleton – asistente de ingeniería (1, 6, 10)
- Garry Purohit – asistente de ingeniería (2, 3, 5–7, 9)
- Matt Tuggle – asistente de ingeniería (6)
- Brian Rajartnam – asistente de ingeniería (8)

## Historial de lanzamiento
| Región | Fecha              | Formato(s)                                  | Disquera(s) | Ref.    |
| ------ | ------------------ | ------------------------------------------- | ----------- | ------- |
| Varios | 20 de mayo de 2022 | Streaming, descarga digital, CD, LP, casete | Columbia    | [ 118 ] |
| Japón  | 8 de junio de 2022 | CD                                          | Sony Japón  | [ 119 ] |
| México | 1 de junio de 2022 | CD, LP (amarillo y edición con folleto)     | Sony México | [ 120 ] |